# Olga San Juan
Olga San Juan (Brooklyn, 16 marzo 1927 – Burbank, 3 gennaio 2009) è stata un'attrice e cantante statunitense.

## Biografia
Quando aveva tre anni la famiglia si trasferì a Porto Rico.
Nel 1948 sposò l'attore Edmond O'Brien, da cui divorziò nel 1976. La coppia ebbe tre figli:
- Bridget O'Brien, produttrice televisiva
- Maria O'Brien, attrice
- Brendan O'Brien.

Morì all'età di 81 anni al Providence St. Joseph Medical Center, a Burbank (California)

## Filmografia
- Caribbean Romance, regia di Lester Fuller (1943)
- L'isola dell'arcobaleno (Rainbow Island), regia di Ralph Murphy (1944)
- Bombalera, regia di Noel Madison (1945)
- Donne indiavolate (Out of This World), regia di Hal Walker (1945)
- Duffy's Tavern, regia di Hal Walker (1945)
- The Little Witch, regia di George Templeton (1945)
- Cieli azzurri (Blue Skies), regia di Stuart Heisler e (non accreditato) Mark Sandrich (1946)
- Bionda fra le sbarre (Cross My Heart), regia di John Berry (1946)
- Rivista di stelle (Variety Girl), regia di George Marshall (1947)
- Luna park (Are You With It?), regia di Jack Hively (1948)
- Il bacio di Venere (One Touch of Venus), regia di William A. Seiter (1948)
- La contessa di Montecristo (The Countess of Monte Cristo), regia di Frederick de Cordova (1948)
- L'indiavolata pistolera (The Beautiful Blonde from Bashful Bend), regia di Preston Sturges (1949)
- La contessa scalza (The Barefoot Contessa), regia di Joseph L. Mankiewicz (1954) (non accreditata)
- La terza voce (The 3rd Voice), regia di Hubert Cornfield (1960)